# Хандевит
Хандевит (нем. Handewitt) — община в Германии, в земле Шлезвиг-Гольштейн. Входит в состав района Шлезвиг-Фленсбург. Подчиняется управлению Хандевит. Население составляет 10828 человек (на 31 декабря 2010 года). Занимает площадь 77,73 км².

## Население
| Год  | Численность | Численность |
| ---- | ----------- | ----------- |
| 2017 | 11 081      | [ 1 ]       |
| 2019 | 11 040      | [ 3 ]       |
| 2021 | 11 250      | [ 4 ]       |
| 2022 | 11 345      | [ 5 ]       |
| 2023 | 11 371      | [ 2 ]       |